# 栃原岳
栃原岳（とちはらだけ）は、奈良県吉野郡下市町にある標高531mの山である。

## 概要
下市町中西部にある山で、頂上に波比売神社が鎮座する。古来より黄金岳（こがねだけ）とも岳山（だけさん）とも称され、銀峯山（白銀岳）、櫃ヶ岳とともに吉野三山をなす。『大和名所図会』には「黄金嵩」とあり「栃原村にあり。奇峯高く聳え、山色蒼々たり。」と記されている。五條市との市町境が山頂の西側中腹にある。

## 周辺
- 奈良県道20号下市宗桧線

## 当山にある施設など
- 波比売神社
- ヒノキの大木
- 栃原テレビ中継局